# Onycocaridella stenolepis
Onycocaridella stenolepis är en kräftdjursart som först beskrevs av Lipke Bijdeley Holthuis 1952.  Onycocaridella stenolepis ingår i släktet Onycocaridella och familjen Palaemonidae. Inga underarter finns listade i Catalogue of Life.